# Nowe Sadłuki (powiat elbląski)
Nowe Sadłuki – osada w Polsce położona w województwie warmińsko-mazurskim, w powiecie elbląskim, w gminie Młynary. Miejscowość wchodzi w skład sołectwa Rucianka.
W latach 1975–1998 miejscowość administracyjnie należała do województwa elbląskiego.